# 張鴻荃
张鸿荃（?—?），字克烺，福建福州永泰县丹云人，清朝政治人物。
咸丰二年（1852年）壬子恩科進士，任刑部河南司主事。